# زنون تتراکسید
تتراکسیدِ زنون  (به انگلیسی: Xenon tetroxide) با فرمول شیمیایی XeO۴ یک ترکیب شیمیایی است. که جرم مولی آن ۱۹۵٫۲۹ g/mol می‌باشد. شکل ظاهری این ترکیب، بلورهای جامد بی‌رنگ است.
در زیر 36- درجه سانتیگراد پایدار است، اما بالاتر از این دما به طور انفجاری تجزیه می شوند.
تتروکسید زنون در آب حل می شود و اسید پرکسنیک و در قلیاها برای تشکیل نمک های پرکسنات حل می شود :
XeO 4 + 2 H 2 O → H 4 XeO 6
XeO 4 + 4 NaOH → Na 4 XeO 6 + 2 H 2 O